# Vinaigre des quatre voleurs

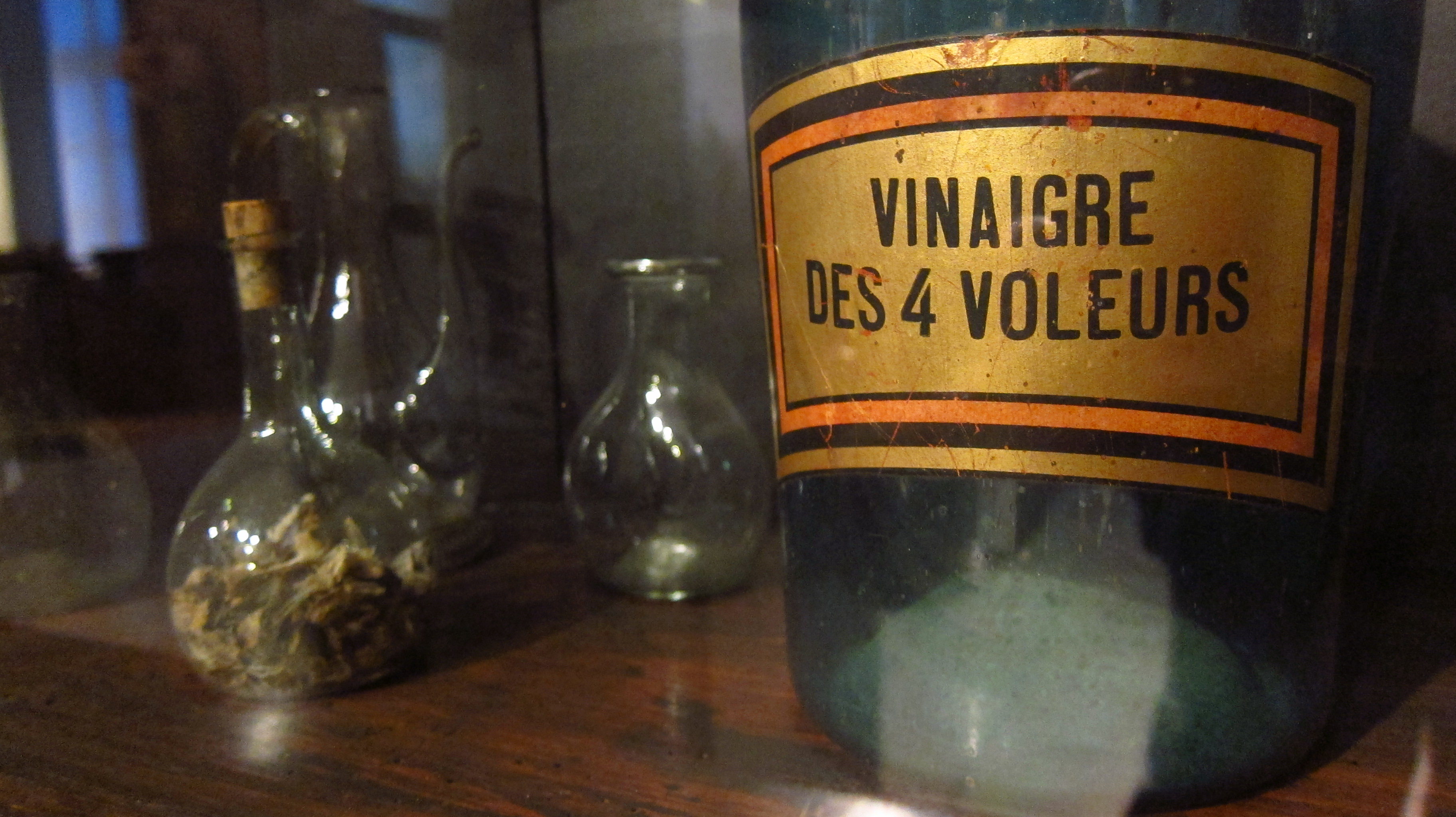
Vinaigre des quatre voleurs
au musée Paul-Dupuy à Toulouse.

Le vinaigre des quatre voleurs est une macération dans du vinaigre de plantes aromatiques et médicinales à propriétés antiseptiques.

## Historique

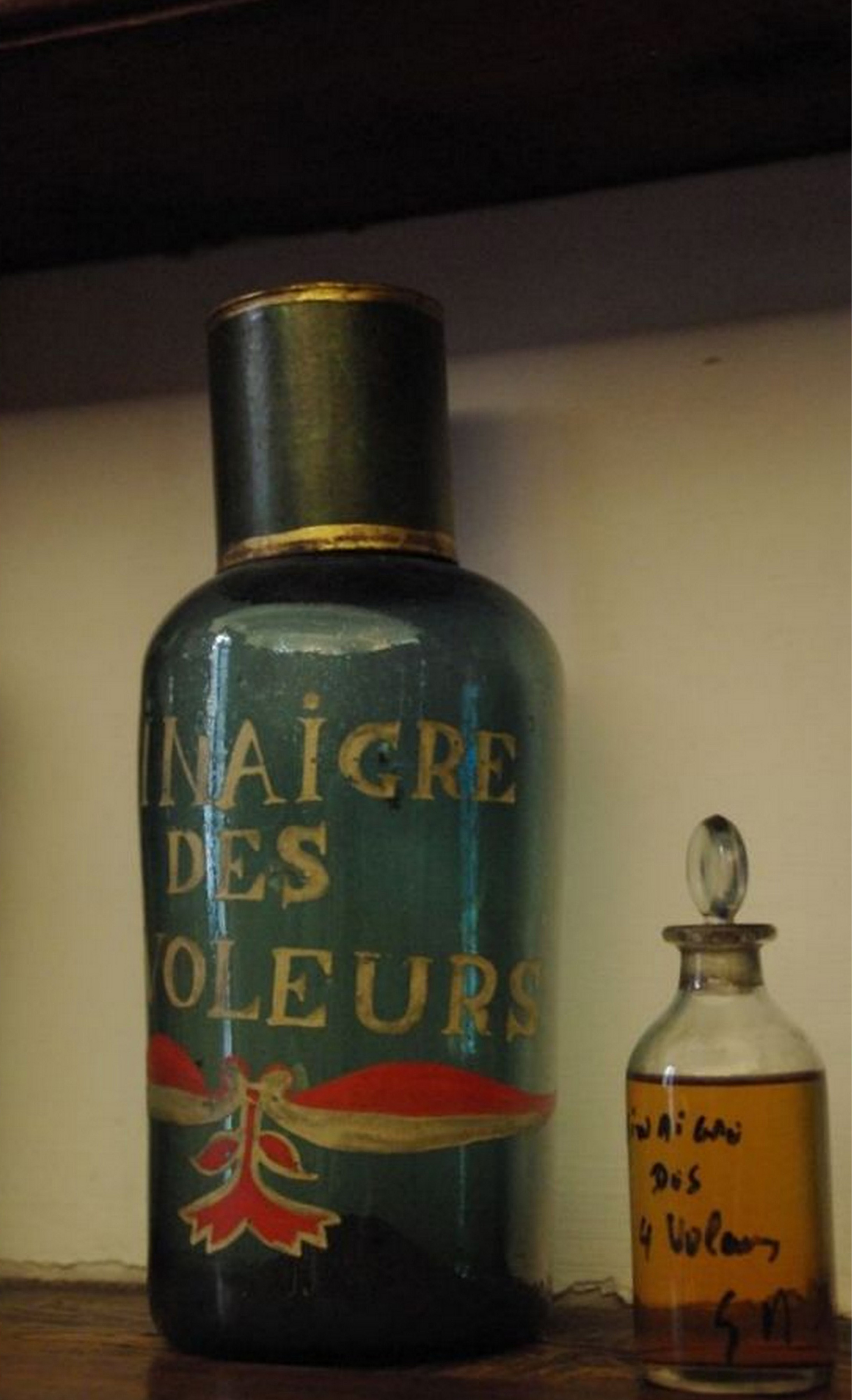
Vinaigre des quatre voleurs dans sa bouteille du XVIIe siècle.

La légende de l’invention du vinaigre des quatre voleurs met en scène plusieurs brigands qui détroussent des cadavres pendant une épidémie de peste, sans être eux-mêmes contaminés. Interrogés sur leur résistance, ils répondirent avoir découvert un remède, le fameux « vinaigre des quatre voleurs », qu’ils prenaient quotidiennement.
La date, le lieu et même le nombre de brigands, de même que la composition du remède lui-même, sont l’objet de différentes variations. La date est généralement comprise entre le XIVe et le XVIIIe siècle, et sont souvent citées les villes de Marseille et de Toulouse.
Le vinaigre des quatre voleurs fut inscrit au codex en 1748 et vendu en pharmacie comme antiseptique. Il est cité dans les Mémoires secrets de Bachaumont, et dans Le Temps des amours de Marcel Pagnol. Il est encore commercialisé aujourd’hui contre les risques de contagion, soins de la peau, capillaires et des muqueuses, fatigue, maux de tête, encombrement respiratoire, élimination des poux et lentes…[réf. nécessaire]

## Composition
La composition du remède est variable. Elle est généralement constituée de vinaigre (de vin, de cidre ou autre), dans lequel infusent des plantes ou des épices : absinthe, romarin, sauge, menthe, rue des jardins, lavande, acore odorant, cannelle, girofle, muscade, ail, camphre…

### Jeux vidéo
- Asobo Studio, A Plague Tale: Innocence, 2016